# 青岛学院商业学校
36°03′29.3″N 120°18′08.5″E / 36.058139°N 120.302361°E
青岛学院商业学校为青岛市存在于一战至二战结束之间的一所由日本人开设、实行中日混班制的私立中等职业学校（实业学校），其前身为1916年开设的青岛英学院，1917年改名青岛学院，1921年开设商业学校，1934年建成校舍，校舍原址位于中国山东省青岛市市南区单县路46号。1945年日本投降后撤销，改为青岛市立中学校址，现为青岛一中校址，原建筑大部分不存。

## 历史

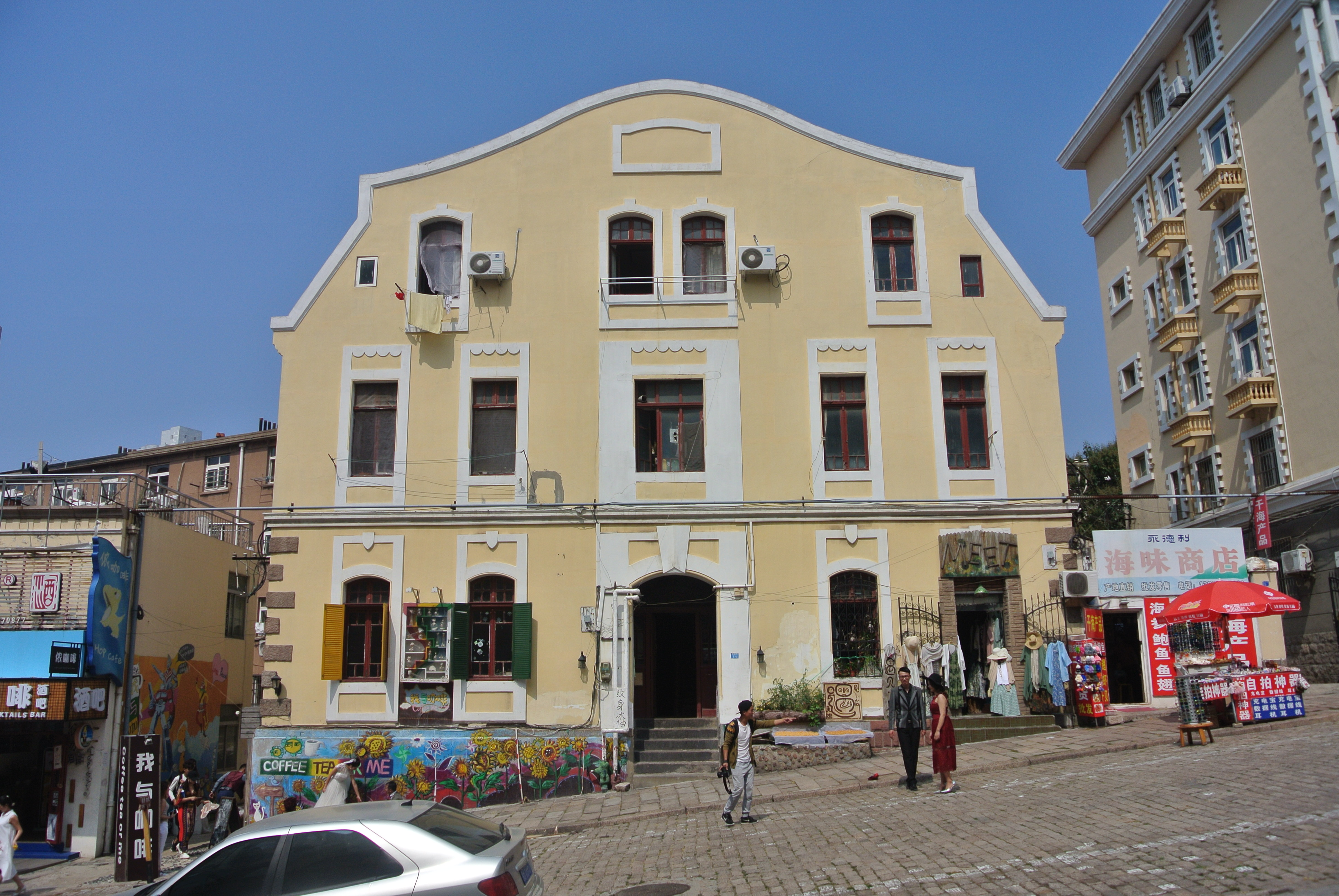
肥城路11号，青岛英学院、青岛学院最初校址

1914年日军占领青岛后，日本人吉利平次郎于1916年4月在日本青岛基督教会、青岛基督教青年会址（今肥城路11号）开设英语夜校青岛英学院（青岛英学塾），1917年4月增设日语、簿记学科，改为中日合班制的青岛学院。1918年，该校迁至青岛小学校叶樱町分教室原址（即馆陶路捷成洋行旧址，1920年代以后也曾使用该楼西侧一处原属于捷成洋行的二层仓库楼）。1919年4月，该校脱离基督教青年会，设理事会管理校务。1921年4月开设青岛学院商业学校，1922年5月改为财团法人，1925年开设青岛学院实业学校。至1930年代，青岛学院商业学校在馆陶路的校舍不敷使用，遂在西镇贵州路、单县路之间新建校舍，1934年建成，1935年1月1日完成迁校。
青岛学院建校初期，其经费以学费及捐款为基金，大半由基督教会及青年会补助，获日本文部省认可后获日本政府补助。该校学制为预科2年，本科3年，每年3个学期，4月1日至8月31日第一学期，9月1日至12月31日第二学期，1月1日至3月31日第三学期。该校招收高级小学毕业或有同等学力、年龄12岁以上的学生，报名者还将以笔试和面试选拔。预科教授国文、国语、历史、地理、算术、东文、东语、英文、英语等。本科教授修身、国文、英文、数学、商事要项，商品簿记、经济、法律、体操以及关于商业、地理、历史等学科，另军事训练，体育等课。毕业后愿去日本留学者，由校方介绍并代办一切事宜，成绩优良者补助学费，愿意就职者由校方介绍各大铁路、公司、洋行、会社、银行等处合适职务。该校学生因此毕业后求职极为方便，但1941年太平洋战争爆发后日渐困难。
1928年《胶澳志·教育志》记载该校学生人数为124人，中国学生42人，日本学生82人。1939年该校在校日本学生480名，中国学生260名，合计740名，此外当时该校已有日本毕业生285名，中国毕业生63名，合计348名。在校中日学生比例一般为1：2。该校教职员以日本人为绝大多数，自创办至撤销，该校校长一直是吉利平次郎。该校校内采用日本式绝对服从管理，学生对教师绝对服从，低年级学生对高年级学生绝对服从，其学生在社会上也以“好打架”闻名。
1937年七七事变后，该校因青岛日侨撤离而短暂停办。1938年1月日本第二次占领青岛后，该校复课，该校自此在日军占领的背景下拥有较高社会地位，接近于官办学校，很多活动邀请伪市长赵琪参加。1938年，青岛学院在馆陶路校舍开设青岛纮宇高等女学校。1945年8月日本投降后，青岛学院商业学校、青岛学院实业学校及纮宇高等女校解散。
1945年10月以后，美军曾占据青岛学院商业学校旧址。因青岛市立中学校舍紧张，经与美军交涉，市立中学高中部于1946年11月迁入此处。1949年青岛解放后，市立中学改名青岛第一中学。1952年，青岛一中初中部自原贵州路小学校址迁至此处。此后青岛学院商业学校旧址一直由青岛一中使用至今。青岛学院商业学校旧址大部分于1990年代拆除，仅余西翼保存。

## 建筑特色

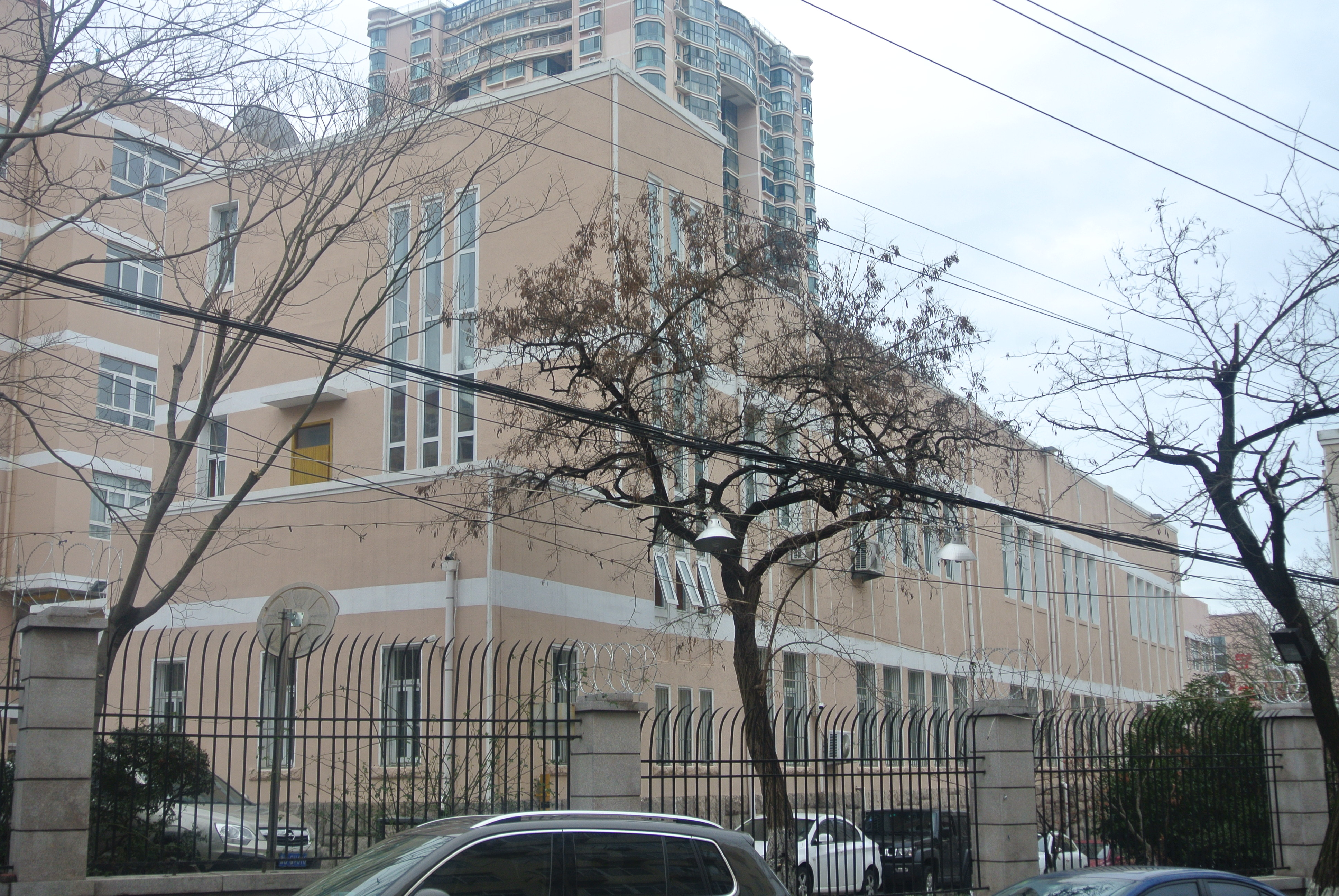
青岛学院商业学校旧址残存西翼，2020年1月

青岛学院商业学校旧址为一处规模较大的日式公共建筑，建筑面积4948.25平方米，砖木结构。平面为“凹”字形，三段式建筑布局，主体两层，有地下室，北部主楼为教室、办公室，两翼向南突出，东翼为礼堂，西翼为图书馆、实验室，室内为红漆木地板。